# مانیتور کلاس میلواکی
مانیتور کلاس میلواکی (به انگلیسی: Milwaukee-class monitor) یک کلاس از کشتی است که طول آن ۲۲۹ فوت (۶۹٫۸ متر) می‌باشد.